# Doctrina del fruto del árbol envenenado
La doctrina del fruto del árbol envenenado o fruto del árbol venenoso
hace referencia a una metáfora legal empleada en algunos países
(al menos en
Argentina,
Colombia,
España,
Estados Unidos,
México y
Venezuela)
relacionado con la valoración de la prueba en un proceso penal, que consiste en desestimar cualquier medio probatorio obtenido por vías ilegítimas.
La lógica de la frase es que si la fuente de la prueba (el «árbol») se corrompe, entonces cualquier cosa que se gana de él (el «fruto») también lo está,
es decir, si a través de medios ilegales se obtiene una prueba y, a su vez, esta conduce a obtener otras, todas ellas resultan contaminadas por la ilegalidad de la primera.
Por ejemplo, si un oficial de policía realiza una allanamiento sin atenerse a la normativa legal que regula los allanamientos y obtuviera la llave de un armario de estación de tren que lo conduce a un crimen de homicidio; en ese caso la prueba obtenida de manera ilegal (llave del armario) no podría agregarse al proceso ni tenerse en cuenta para la decisión del Tribunal respecto de su culpabilidad o inocencia.

## Historia
La doctrina del fruto del árbol envenenado es una derivación de la doctrina de las reglas de exclusión que consiste en desestimar cualquier medio probatorio obtenido por vías ilegítimas o sin cumplir con el debido procedimiento. La razón de ser de dicha doctrina consiste en administrar de la mejor manera posible el sistema de justicia, ya que de hacer lugar a dichas pruebas y fundar en ellas una decisión judicial se "compromete la buena administración de justicia al pretender constituirla en beneficiaria del hecho ilícito" (Fiorentino, Diego E - CSJN - Fallos: t. 303, p. 1938).-. La doctrina de las reglas de exclusión comenzó a aplicarse en Estados Unidos a partir del caso Weeks c/E.E. U.U. del año 1914, siendo receptado en nuestro país por primera vez en el caso Charles Hermanos, en el cual por medio de un allanamiento sin orden judicial se incautaron documentos que luego se pretendieron utilizar contra los imputados.
A partir de la doctrina de las reglas de exclusión surge lo que se conoce como la doctrina del fruto del árbol envenenado o fruto del árbol venenoso, la cual también tiene sus orígenes en Estados Unidos a partir del caso Silverthorne Lumber Company c/ EE. UU. del año 1920, donde los agentes del gobierno ingresaron mediante allanamiento sin orden judicial a las oficinas de Silverthorne quien fue detenido por los libros contables hallados. La Corte estadounidense declaró ilegales todas las pruebas obtenidas en dicho allanamiento dando origen a la doctrina del fruto del árbol envenenado.

## Alcance
La doctrina del fruto del árbol envenenado no se refiere únicamente a las pruebas obtenidas de manera ilícita sino que extiende sus efectos a cualquier prueba que directa o indirectamente y por cualquier nexo esté viciada, es decir, arrastra sus efectos a todas aquellas pruebas relacionadas y derivadas. Es decir, mientras que las reglas de exclusión desestiman cualquier medio probatorio obtenido por vías ilegítimas, con la doctrina del fruto del árbol envenenado se extienden sus efectos a todos aquellos medios que por alguna razón o nexo estén relacionados de manera directa o indirecta con la primera prueba viciada.

## Excepciones
Como en todo ámbito del derecho existen reglas y excepciones a dichas reglas, como si se tratase de un juego de ajedrez en el que se intenta prever todo lo que va a acontecer y de esa manera anticiparse a las posibles jugadas de nuestro oponente, teniendo una respuesta para cada caso en concreto. En el ámbito jurídico, en realidad, el legislador trata de abarcar la mayor cantidad de situaciones posibles, siendo receptado por los jueces a través de técnicas de interpretación dinámicas para adecuar a los tiempos que corren la situación jurídica definida en la norma.
Como se dijo, el principio que deriva de la doctrina del fruto del árbol envenenado tiende a eliminar toda prueba obtenida de manera ilícita, arrastrando sus efectos a todas aquellas otras pruebas que de alguna manera estén conectadas con la primera. Sin embargo, existen tres excepciones a la regla principal, ellas son: (1) la fuente independiente, esto es, que exista un cauce de investigación diferente que permita obtener pruebas por una vía distinta de la empleada; (2) el descubrimiento inevitable, es decir, cuando las circunstancias habrían llevado al mismo resultado, no siendo posible vincular casualmente la segunda prueba a la anterior; y (3) la cadena de causalidad entre la acción ilegal y la prueba corrompida es tenue. También se han mencionado otras limitaciones a la aplicación de las exclusiones probatorias, como la excepción de la buena fe; el balancing test o principio de proporcionalidad y la teoría del riesgo. Al desarrollar y analizar las excepciones, Hairabedian expone la correlación que ha habido entre las distintas tendencias de la jurisprudencia en la materia y factores multidimensionales, tales como el contexto político, la procedencia, personalidad e ideología de jueces, etc.

## Casos en Argentina
El art. 18 de la Constitución Nacional regula la forma en que el Estado debe proceder cuando encuentre razones para procesar a una persona por la comisión de un delito. Dicho artículo es fundamental ya que de él se derivan todos los derechos y garantías que asisten a toda persona que es acusada, sirviéndole como arma para defenderse de todo el poder punitivo del Estado.
Uno de los derechos que se desprenden del mencionado artículo es el derecho de defensa, textualmente dice así:

Es inviolable la defensa en juicio de la persona y de los derechos
Constitución Nacional, art. 18

A partir de allí se abre un abanico de mecanismos que derivan de él como ser: la posibilidad de intervenir en el proceso, derecho a ser oído, derecho a conocer los hechos que se le imputan de manera clara, precisa y circunstanciada, y en lo que aquí nos interesa el derecho a controlar y producir prueba, es decir, las piezas procesales que sustentan el hecho imputable.
Teniendo en cuenta que toda persona cuenta con un estado de inocencia que no debe probar, sino que debe ser destruido por la prueba aportada por los órganos de persecución penal del Estado, en este sentido puede entenderse la defensa del imputado en cuanto a controlar el modo en que se pretende probar su culpabilidad, y de ahí la importancia de que el imputado y su defensor puedan controlar la prueba que se le intenta atribuir atendiendo a que no se trate de piezas obtenidas de manera ilegal.
La doctrina del fruto del árbol envenenado fue aplicada en centenares de fallos en nuestro país sentando precedentes y sirviendo de fundamentos en las estrategias de los abogados penalistas. Dentro de los más destacados se encuentran:

### Luciano Bernardino Montenegro - CSJN (1981)[8]
Montenegro había sido procesado y encontrado culpable por el delito de robo con armas. Lo relevante del caso es que El Tribunal para así dictaminar se basó en la confesión hecha por el imputado en sede policial y bajo coacción física (tortura), intentando justificar el actuar de las autoridades policiales como decisivo para la solución de la causa. Asimismo, a partir de dicha declaración descubrieron otro hecho ilícito que no había sido denunciado. Sin embargo, la defensa de Montenegro interpuso recurso sobre la sentencia de condena por entender que la resolución del a quo resultó violatoria del art. 18 de la Constitución Nacional el cual determina expresamente la prohibición de obligar a cualquier persona a declarar contra sí mismo, lo que deriva indefectiblemente en la inviolabilidad de la defensa en juicio.
Finalmente la Corte aplicó la doctrina del fruto del árbol envenenado para la valoración de la prueba aportada, sobre la que se intentó sustentar la imputación de Montenegro, por ser violatoria de derechos y garantías fundamentales consagrados en nuestra Constitución Nacional, ya que el imputado habría sido víctima de apremios ilegales lo que invalida por completo cualquier declaración obtenida por dichos medios.

### Fiorentino Diego E. - CSJN (1984)[9]
Fiorentino es detenido, junto con su novia, por cuatro efectivos de la policía al momento de ingresar a su domicilio. En dicha oportunidad es detenido e interrogado por los agentes por la presunción de consumo o tenencia de estupefacientes, motivo por el cual el imputado termina confesando que efectivamente tenía marihuana en su habitación. Fue entonces que los policiales decidieron sacarle las llaves e ingresar al domicilio, dirigiéndose directamente a la habitación de Fiorentino donde finalmente encontraron marihuana. Sobre la base de los hechos y la prueba aportada por la policía a Fiorentino lo condenan en primera instancia por el delito de tenencia de estupefacientes, siendo confirmado por la cámara. Sin embargo, la defensa interpuso recurso de queja ante la Corte por entender que se había tratado de un allanamiento ilegítimo. Finalmente la Corte decidió hacer lugar a la queja y revocar la sentencia apelada por entender que, en primer lugar el art. 18 de la Constitución es muy claro en cuanto a la inviolabilidad del domicilio, dejando solo en casos excepcionales la posibilidad de su acceso, no habiéndose dado en el caso ninguna de las excepciones previstas por la ley. Por otra parte, si bien la policía intentó hacer creer que el imputado y sus padres habían prestado consentimiento para que los efectivos ingresen a su domicilio, no se trató de un consentimiento válido dadas las circunstancias en que se prestó. Respecto de los padres, estos ya se encontraban dentro del domicilio cuando los agentes decidieron entrar por lo que no pudieron nunca haber dado a conocer su voluntad, y el hecho de que no se hayan opuesto cuando advirtieron el ingreso de estos no puede ser exigido ya que no se trata de un comportamiento esperable en dicha situación. Por lo tanto, tratándose de un allanamiento ilegítimo la Corte entendió que misma suerte debía correr el secuestro practicado en dichas circunstancias haciendo uso de la doctrina del fruto del árbol envenenado, lo que llevó a absolver al imputado toda vez que las pruebas que sustentaban su condena habían sido obtenidas en dicho allanamiento.

### Rayford, Reginald R. y otros s/tenencia de estupefacientes - CSJN (1986)
En este caso se trataba de un ciudadano estadounidense (Rayford) que se encontraba transitoriamente en el país y había interceptado por la policía cuando caminaba una madrugada por la actual Ciudad Autónoma de Buenos Aires. En el momento de la detención, el imputado confesó al cuerpo policial que consumía marihuana y que tenía la sustancia en su domicilio, motivo por el cual la policía fue hasta la residencia de Rayford y ante la presencia de un solo testigo procedieron a inspeccionar el lugar encontrando efectivamente la droga, lo que llevó a la detención del imputado. De camino a la comisaría, Rayford comentó a los policías quiénes fueron las personas que le habían suministrado la droga, lo que llevó a la detención de otras dos personas más (ambas menores de edad). Por tales hechos a Rayford se lo procesa por el delito de tenencia de estupefacientes y a los menores por suministrarlos, pero en primera instancia los absolvieron por entender que el allanamiento no había cumplido con los recaudos legales. Sin embargo, el Fiscal apeló ante la Cámara y esta terminó validando las actuaciones del cuerpo policial y por ende, condenando a los imputados.
Ante tales circunstancias, la defensa de uno de los imputados recurre la sentencia ante la Corte por entender que la base de la imputación se encontraba viciada por cuanto violentaba las garantías constitucionales previstas en el art. 18 de la Constitución Nacional. Finalmente, la Corte terminó absolviendo a los imputados, revocando la sentencia apelada, por entender que la confesión hecha por Rayford no pudo haber sido tenida como válida toda vez que se trataba de una persona extranjera que no dominaba el idioma y no conocía, ni tampoco se le dio a conocer, nuestra normativa legal en materia penal en cuanto a la prohibición de declarar contra sí mismo, la posibilidad que tiene toda persona de no prestar declaraciones sin que ello importe una presunción en su contra, los requisitos que se deben cumplir para allanar un domicilio, etc. Tampoco puede decirse que hubo consentimiento válido por parte del imputado en cuanto a que se realice el allanamiento en tales condiciones (con la presencia de un solo testigo, sin orden judicial y sin que se hayan dado las excepciones previstas en la ley para inmiscuirse en el domicilio de una persona), por el hecho de que no haya realizado ninguna objeción, ya que la Corte ya se había expresado en varios precedentes en cuanto a que el silencio no puede ser tenido en cuenta como la expresión de la voluntad de una persona, sino que dicha voluntad debe estar expresada de manera tal que no queden dudas en cuanto a la autorización para realizar el allanamiento en tales condiciones. En tal sentido, no puede decirse que Rayford comprendía cabalmente lo que estaba sucediendo por las circunstancias particulares de dicha persona, esto es, un sujeto extranjero que no dominaba el idioma y no contaba con la asistencia de ningún intérprete que pudiera hacerle saber que tenía la posibilidad de oponerse. Teniendo en cuenta que se trató de un allanamiento viciado por ser violatorio de las garantías constitucionales, no quedó más remedio que desechar dicho procedimiento y, basándose en la doctrina del fruto del árbol envenenado, extender sus efectos a todo aquello que surja de él de manera directa o indirecta, invalidando de esta forma todas las piezas probatorias sobre las que habían sustentado la imputación. Esto es así porque el Estado no puede violentar derechos y garantías para perseguir delitos, pues el fin no justifica los medios.